# Abu Maszar
Abu Maszar Dżafar ibn Muhammad ibn Umar al-Balchi, znany także jako Albumazar lub Albumasar (arab. أبو معشر جعفر بن محمد بن عمر البلخي; ur. 10 sierpnia 787 w Balch, zm. 9 marca 886 w Wasit) – perski astronom, astrolog i matematyk pochodzący z Chorezmu.

## Życiorys
Służył na dworze Abbasydów w Bagdadzie. W wieku 47 lat pod wpływem Al-Kindiego zwrócił się ku matematyce i filozofii. Studiował dzieła Arystotelesa i neoplatoników, wykorzystując zawarte tam poglądy do umocowania własnych teorii religijnych i astrologicznych. Przyjął platońską koncepcję emanatyzmu. W historiozoficznym systemie Abu Maszara wszystko powstaje i upada zależnie od koniunkcji ciał niebieskich. Świat został stworzony, gdy siedem planet znalazło się w jednej linii w znaku Barana i skończy się, gdy ustawią się razem w znaku Ryb. Układał kalendarze i chronologie, stosując hinduskie parametry planetarne i ruchy średnie w modelu Ptolemeusza.
Najważniejszymi dziełami Abu Maszara są Kitab al-Madchal al-Kabir ila ilm ahkam an-nudżum, Kitab al-kiranat i Kitab tahawil sini al-alam. Łacińskie przekłady jego prac przyczyniły się do ponownego poznania poglądów Arystotelesa w średniowiecznej Europie Zachodniej. Przez współczesnych sobie i następców ceniony jako wybitny astrolog, jego koncepcje były jednak krytykowane przez innych astronomów muzułmańskich takich jak Biruni. Wywarł wpływ na Rogera Bacona i Alberta Wielkiego, zaś Kitab al-Madchal al-Kabir ila ilm ahkam an-nudżum została dwukrotnie przetłumaczona na łacinę: w 1133 roku przez Jana z Sewilli i w 1140 roku przez Hermana z Karyntii. Postać Abu Maszara stała się inspiracją m.in. dla sztuk Lo astrologo Giambattisty della Porty (1606) i Albumazar Johna Drydena (1668).